# Tu-4 (航空機)
ツポレフ Tu-4
モニノ空軍博物館に展示されているTu-4
- 用途：戦略爆撃機
- 分類：爆撃機
- 設計者：ボーイング（元となったB-29のリバースエンジニアリング）
- 製造者：ツポレフ
- 運用者：
 ソビエト連邦（ソ連空軍）
 中華人民共和国（中国人民解放軍空軍）
- 初飛行：1947年5月19日
- 生産数：1,000機前後
- 生産開始：1949年-1952年
- 運用開始：1949年
- 退役：1960年代
- 運用状況：退役
- 原型機：B-29
- 派生型：KJ-1

Tu-4（ツポレフ4；ロシア語：Ту-4トゥー・チトィーリェ）は、ソビエト連邦（ソ連）の航空機設計機関であったツポレフ設計局が、当時の指導者ヨシフ・スターリンの指示により開発したレシプロ四発爆撃機である。
NATOコードネームはブル（Bull）であり、1940年代後半 - 1960年代中ごろまでソ連の戦略爆撃機として使用され、中華人民共和国にも輸出された。

## 開発経緯
Tu-4は、第二次世界大戦中にアメリカ合衆国（アメリカ）で生産された爆撃機B-29をリバースエンジニアリング（解体調査）によりほぼ完全にコピーした機体である。
スターリンは、第二次世界大戦中にアメリカに対しレンドリース法によりB-29を供与するように要求したが、アメリカは戦略兵器でもある重爆撃機をソ連に渡したくなかったため、拒絶されていた。そうした最中、日本の九州および満州国への爆撃に参加したB-29のうち1944年（昭和19年）7月、8月に各1機、11月に2機が機体の故障などによりソ連領内である沿海州に不時着した。各機の搭乗員は抑留された後にアメリカに送還されたが、機体はそのまま没収され、スターリンの命令によりそのうちの1機である「ジェネラル・H・H・アーノルドスペシャル (General H.H. Arnold Special / 42-6365)」がリバースエンジニアリングの対象となった。そして、アンドレイ・ニコラエヴィッチ・ツポレフらにより解体した部品に基づく設計が行われ、1946年夏に完成したのがTu-4である。
Tu-4の設計においてB-29のコピーは徹底され、ソ連ではパイロットの喫煙が禁止されていたにもかかわらずコクピットに備え付けられた灰皿までもがコピーされたほどであった。ソ連ヴィクトル・スヴォーロフは著書『ソ連軍の素顔』の中でTu-4開発時のエピソードに触れ、当時のソ連が入手したB-29の完全なコピーに努めるあまり、製造時に誤って開けられていた小さなドリル穴をそのまま再現し、また国籍マークとしてアメリカ軍の白星とソ連軍の赤星のどちらを描くべきか（赤星では完全コピーではなくなる）の判断を下せず、ベリヤ経由でスターリンに裁定を仰いだとしている。さらにその際、被弾した穴とそれを塞ぐパッチまで正確にコピーされたとも言われるが、真偽は定かではない。
ただし、実際にはTu-4とB-29にはいくつかの違いも認められる。まず、排気タービン過給器はコピーであったものの、エンジンはB-29に搭載されたR-3350のコピーではなく、ソ連製エンジンM-25（R-1820のライセンス生産）の流れを汲むASh-73TKであった。また、性能面では航続距離に大きな差がある。これは、B-29の調査の際にインテグラルタンクのコピーに失敗したためとされている。前後通路や機銃塔の火器管制装置もコピーできなかったとされる。コピーにあたって生じたもっとも大きな問題は、重量の増加である。まず、当時のアメリカはヤード・ポンド法を用いていたのに対し、ソ連はメートル法を用いていたため、図面の単位を変換するにあたって誤差が生じた。さらに、B-29の機体において使用されていた厚さ1/16インチのジュラルミン板はソ連では製造されていなかったため、わずかに厚いジュラルミン板で以って代用された。加えて、電気系統についてもB-29ではインチ単位の太さのケーブルを前提に設計されていたため、メートル法に基づいたソ連製ケーブルを使用することとなったTu-4では信頼性の観点からより太いワイヤケーブルを使用せざるを得なかった。結果として、Tu-4はB-29と比較し、自重で500 kgほども重くなってしまった。

## 運用・評価
1947年5月19日に初飛行し、8月3日にモスクワで行われた航空記念日パレードで初めて披露されたTu-4は、その後もエンジンやプロペラなどの改良が行われ、1949年半ばにはソ連戦略爆撃軍で本格的に運用された。Tu-4Aはソ連初の核兵器RDS-1を投下した最初の航空機であった。
一方、アメリカ空軍は片道飛行の「特攻」であれば、Tu-4にアメリカ本土への攻撃能力があることを理解してパニックに陥り、レーダーや地対空ミサイルなどの防空設備の開発を急ぐこととなった。まさに日本の広島・長崎に対し行った都市への核兵器による攻撃を、自分たちの兵器のデッドコピーにより受けるのではないかという恐怖であった。
アメリカ人はB-29のあからさまなコピーなのをみてTu-4を「ボーイングスキー」と呼んだという。これは、「ロシア人には○○スキーという姓が多い」というステレオタイプに基づいた命名である。
Tu-4は、後継機が登場する1950年代の終わりまで製造され、空対地ミサイルのKS-1やソ連初の無人航空機であるLa-17を翼下に懸吊したTu-4KやTu-4NMも開発された。また、多くの機体は研究用の機体として活用された。しかし、後継機であるTu-16やTu-95などが実戦配備されたために早々に退役した。その内数機は博物館に展示されている。

### 中華人民共和国におけるTu-4

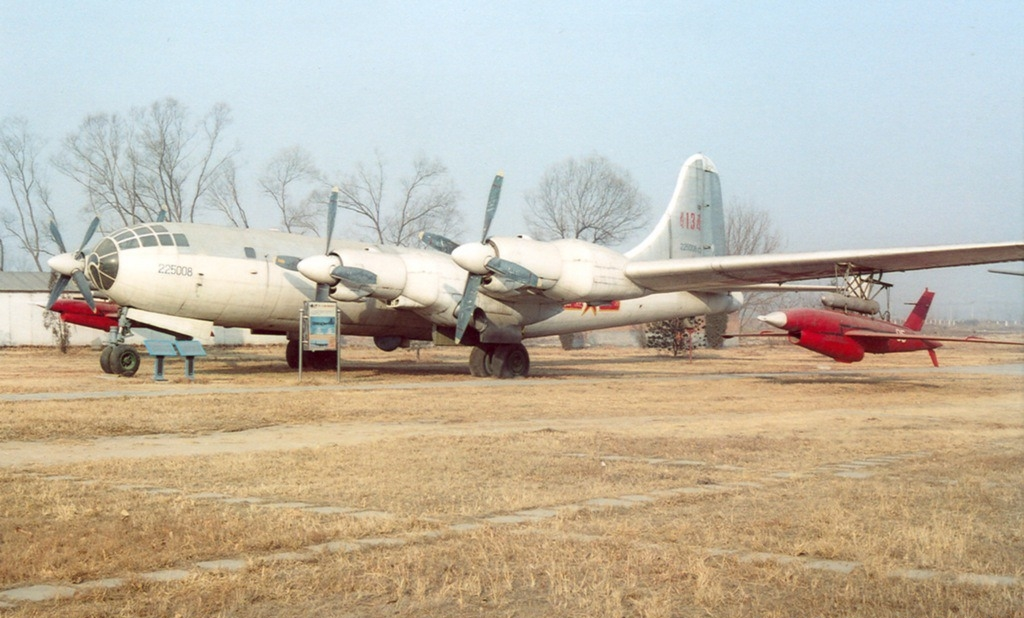
無人機（WZ-5）を機外搭載した中国人民解放軍空軍のTu-4
エンジンが換装されていることが確認できる。

1953年からソ連は中国に10機のTu-4を引き渡し、中国人民解放軍空軍（中国空軍）はこれによって戦略爆撃機を保有する空軍となった。1956年にはそのうちの2機がカム反乱でリタンの寺院に籠城するチベット人住民と僧侶を爆撃する作戦で初めて実戦投入された。
1960年代にはソ連から更に2機が追加供与され、アメリカの無人高速標的機「BQM-34ファイアー・ビー」を無人偵察機に改造したドローン「AQM-34N」のコピーである「無偵-5」の発射母機にもなった。
1970年から1973年にかけて、人民解放軍空軍はTu-4のエンジンをASh-73TK レシプロエンジンからWJ-6（渦槳6型、イーウチェンコ AI-20の中国における呼称） ターボプロップエンジン（4,250 shp）に換装した。
現在では北京にある中国空軍航空博物館に2機のTu-4が展示されている。そのうち1機は早期警戒機仕様のKJ-1で、1988年に退役した機体である。

## 派生型・発展型
- Tu-70  -民間旅客機型
- Tu-75 - 貨物輸送型
- Tu-80 - 戦略爆撃機
- Tu-85 - 戦略爆撃機

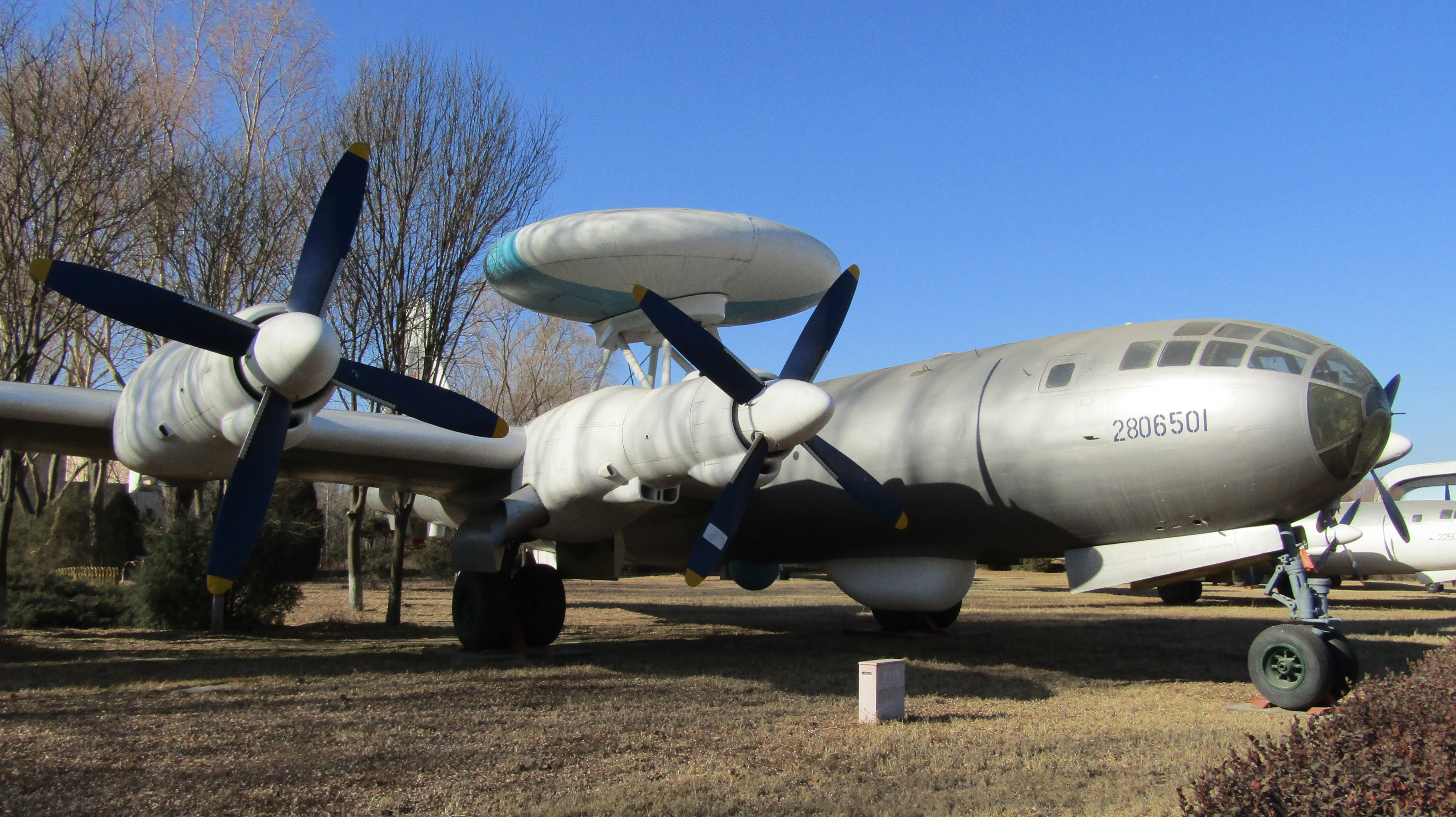
中国空軍航空博物館のKJ-1

- KJ-1/空警1号 - 中国でTu-4を改造した早期警戒機

## スペック
諸元
- 乗員: 7名
- 全長: 30.18 m （99 ft）
- 全高: 8.46 m （27 ft）
- 翼幅: 43.05 m（141 ft）
- 翼面積: 161.7 m2 （1,743 ft2）
- 空虚重量: 35,270 kg （77,594 lb）
- 運用時重量: 46,700 kg （102,950 lb）
- 最大離陸重量: 54,500 kg（後期型は66,000 kg）
- 動力: シュベツォフ ASh-73TK空冷星型18気筒 レシプロ、1,790 kW （2,400 hp）   × 4

性能
- 最大速度: 558 km/h （315 kt, 349 mph） @高度 10,250 m（33,600 ft）
- 航続距離: 6,200 km （3,875 マイル） （爆弾1.5 tで3,000 km、後期型は爆弾2 tで5,100 km）
- 実用上昇限度: 11,200 m （36,700 ft）

武装
- 固定武装: 12.7 mm機銃10挺（後期型はNR23mm機関砲10挺）
- 爆弾: 3000 kg（最大12000kg）、1,500kg爆弾8発または1000kg8発原子爆弾1発など

## 登場作品
ゲーム
『War Thunder』
ソ連の空軍ツリーに重爆撃機として登場。プレイヤーが操縦できる。